# Anomalon afflictum
Anomalon afflictum är en stekelart som beskrevs av Théobald 1937. Anomalon afflictum ingår i släktet Anomalon och familjen brokparasitsteklar. Inga underarter finns listade i Catalogue of Life.